# Chabur-Assyrer

Die Assyrische Kirche des Ostens ist innerhalb Syriens praktisch nur unter den Assyrern in Nordostsyrien präsent. Hier die Kathedrale Unserer Lieben Frau in al-Hasaka, der am Chabur-Fluss gelegenen Hauptstadt des Gouvernements al-Hasaka.

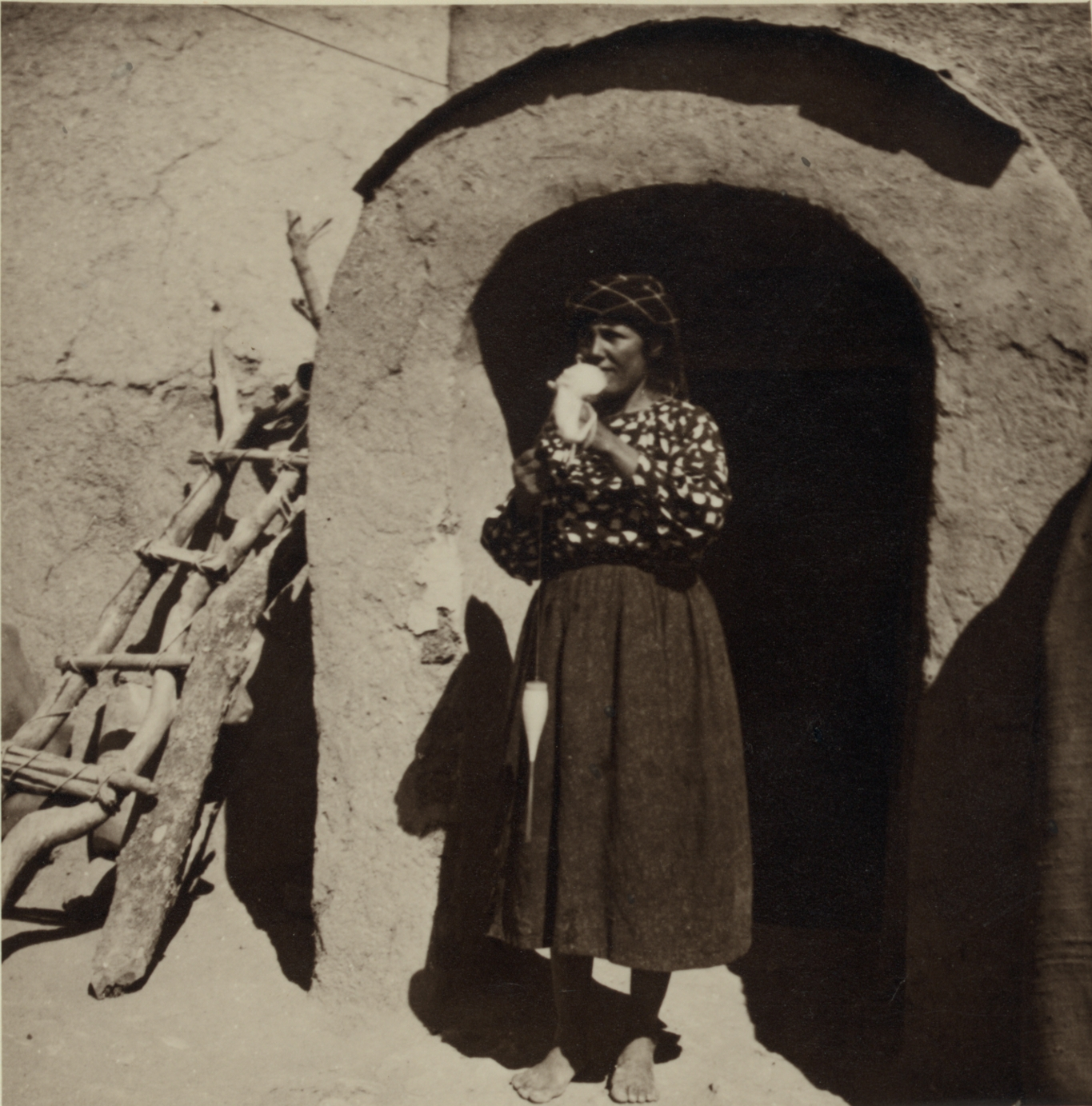
Assyrische Frau in Tell Tamer am Flusse Chabur spinnt Wolle (1939).

Als Chabur-Assyrer (in den einschlägigen Standardwerken von Shabo Talay Khabur-Assyrer) werden die großenteils der Assyrischen Kirche des Ostens angehörenden Assyrer bezeichnet, die sich nach dem Völkermord an den syrischen Christen im Osmanischen Reich und Massakern in Irak in den 1930er Jahren am Fluss Chabur im nordöstlichen Syrien (Gouvernement al-Hasaka) in 36 Dörfern zwischen der Grenzstadt Raʾs al-ʿAin und der etwa 50 km südöstlich liegenden Provinzhauptstadt al-Hasaka ansiedelten. Sie bildeten die größte aramäische Sprachinsel in Syrien. Nach der Terrorherrschaft des Daesch (IS) während des Bürgerkrieges in Syrien sind von den rund 20.000 Chabur-Assyrern nur etwa 900 bis 1000 in ihre Dörfer zurückgekehrt, während die Mehrheit vermutlich inzwischen im Ausland lebt.

## Religion, ethnische Identität und Sprache
Die Chabur-Assyrer gehörten in ihrer großen Mehrheit der Assyrischen Kirche des Ostens an, die in Syrien praktisch nur im Gouvernement al-Hasaka und das erst seit Ankunft der Chabur-Assyrer präsent ist. Ihre für ganz Syrien zuständige Kathedrale Unserer Lieben Frau befindet sich in al-Hasaka. Erschwerend für die Assyrische Kirche wirkte sich eine neue Spaltung im 20. Jahrhundert aus, wodurch in Tell Hermez (Tell Hormiz, Tall Hirmiz, Txuma-Gawaya) am Chabur ab 1965 ein gegnerischer, am julianischen Kalender festhaltender Bischof residierte, der sich an einem Gegenpatriarchen in Bagdad, dem 1972 gewählten Mar Addai II. Givargis orientierte, während in al-Hasaka die Reformer ansässig waren, die als Mehrheit den gregorianischen Kalender übernahmen. Der Bischofssitz in al-Hasaka war aber lange vakant. Die Assyrer des Ortes Tell Arbusch und eine Minderheit in Tell Sakra schlossen sich wiederum der mit Rom unierten chaldäisch-katholischen Kirche an, so dass Tell Arbusch ein ganz chaldäisches Dorf und Standort des chaldäisch-katholischen Klosters St. Georg mit zwei Nonnen aus Irak wurde. In Europa war für die Assyrische Kirche des Ostens lange die Bezeichnung „Nestorianer“ oder „Bergnestorianer“ üblich, die aber von den Assyrern selbst abgelehnt wird. Die Selbstbezeichnung lautet über die konfessionellen Unterschiede hinweg Suraye („Syrer“) oder Aturaye („Assyrer“). Die in den Kirchen verwendete Schriftsprache ist das Syrische, eine ältere Sprachstufe des Ostaramäischen, während teilweise auch auf modernen ostaramäischen Dialekten basierende Varianten für Literatur verwendet werden. Die Dialekte der Chabur-Assyrer gehen auf zuvor im Raum Hakkâri gesprochene Mundarten zurück, haben sich aber in den Jahrzehnten seit der Flucht von dort erheblich weiterentwickelt. Als Selbstbezeichnung für die aramäische Sprache wird hier Aramayīt („Aramäisch“) kaum verwendet (nur gelegentlich von Klerikern), vielmehr wird die Volkssprache als Surət („Syrisch“) bezeichnet, in gebildeten Kreisen manchmal auch als Lešana aturaya („assyrische Sprache“). Zudem gibt es differenzierte Bezeichnungen für die verschiedene Sprachebenen des Aramäischen (Literatursprache, Umgangssprache).

## Geschichte
Die Region am Chabur war bis Anfang des 20. Jahrhunderts nur dünn besiedelt, überwiegend von arabischen Beduinen. Die Chabur-Assyrer sind Nachfahren von Assyrern, die bis zum Ersten Weltkrieg in der Provinz Hakkâri lebten. Hier hatte eine Mehrheit der um das Jahr 1900 rund 160.000 Assyrer des Osmanischen Reiches ihre Heimat. Lange Zeit hatten die assyrischen Christen dieser Region ein erhebliches Maß an Autonomie, die sie manches Mal auch mit Waffengewalt verteidigten. Dies geschah auch in der Zeit des Völkermords an den syrischen Christen (Sayfo), als sich im Jahre 1915 assyrische Einheiten gegen Angriffe kurdischer Verbände und zunehmend auch der regulären türkischen Armee zur Wehr setzten. Nach dem Scheitern von Friedensbemühungen erklärte der assyrische Patriarch Mar Benyamin Shimun XXI. am 1. Mai 1915 der Türkei den Krieg. Daraufhin verschanzten sich assyrische Kämpfer monatelang bis zum Oktober 1915 in ihren Wehrkirchen. Ende des Jahres mussten die Assyrer mit ihrem Patriarchen Benyamin Shimun XXI. nach Urmia im nordwestlichen Iran fliehen. Am 3. März 1918 wurde Shimun XXI. vom kurdischen Stammesführer Simko Schikak (Ismael Agha) in einen Hinterhalt gelockt und ermordet. Im Juli 1918 marschierten türkische Truppen in Urmia ein und machten die dortigen einheimischen und geflüchteten Christen nieder. Die überlebenden Assyrer aus Hakkâri gelangten über Hamadan nach Baquba bei Bagdad. Etwa 8000 Assyrer kehrten nach Hakkâri zurück, wo es aber 1924 erneut zu einem Massaker durch die türkische Armee kam. Die britische Mandatsmacht in Irak setzte wiederum assyrische Soldaten für die Niederschlagung von Aufständen ein, so auch beim Militärputsch im Irak 1941. Im Zuge einer aufgeheizten Atmosphäre wurden beim Massaker von Semile bei Dohuk im nördlichen Irak am 7. August 1933 mehrere tausend Assyrer ermordet, nachdem hunderte Assyrer vergeblich versucht hatten, die Grenze zum französischen Mandatsgebiet Syrien zu überqueren. Erst 1934 willigten die Franzosen ein, assyrische Flüchtlinge nach Syrien zu lassen, und bis zum Jahre 1937 siedelten sich am Chabur-Fluss rund 10.000 ursprünglich aus dem Raum Hakkâri stammende Assyrer an, wobei die Stammesverbände in den neuen Dörfern intakt blieben. Mit der Unabhängigkeitserklärung Syrien 1941 wurden sie syrische Staatsbürger. Die meisten aus Hakkâri stammenden Assyrer blieben allerdings in Irak oder wanderten in westliche Länder aus. Die Chabur-Assyrer nutzten für den Anbau auf ihren Feldern im ariden Klima das Wasser des Chabur. So erreichten sie einen relativen Wohlstand, doch wurde Ende des 20. Jahrhunderts das Wasser des Chabur wegen zu großer Wasserentnahme knapp.

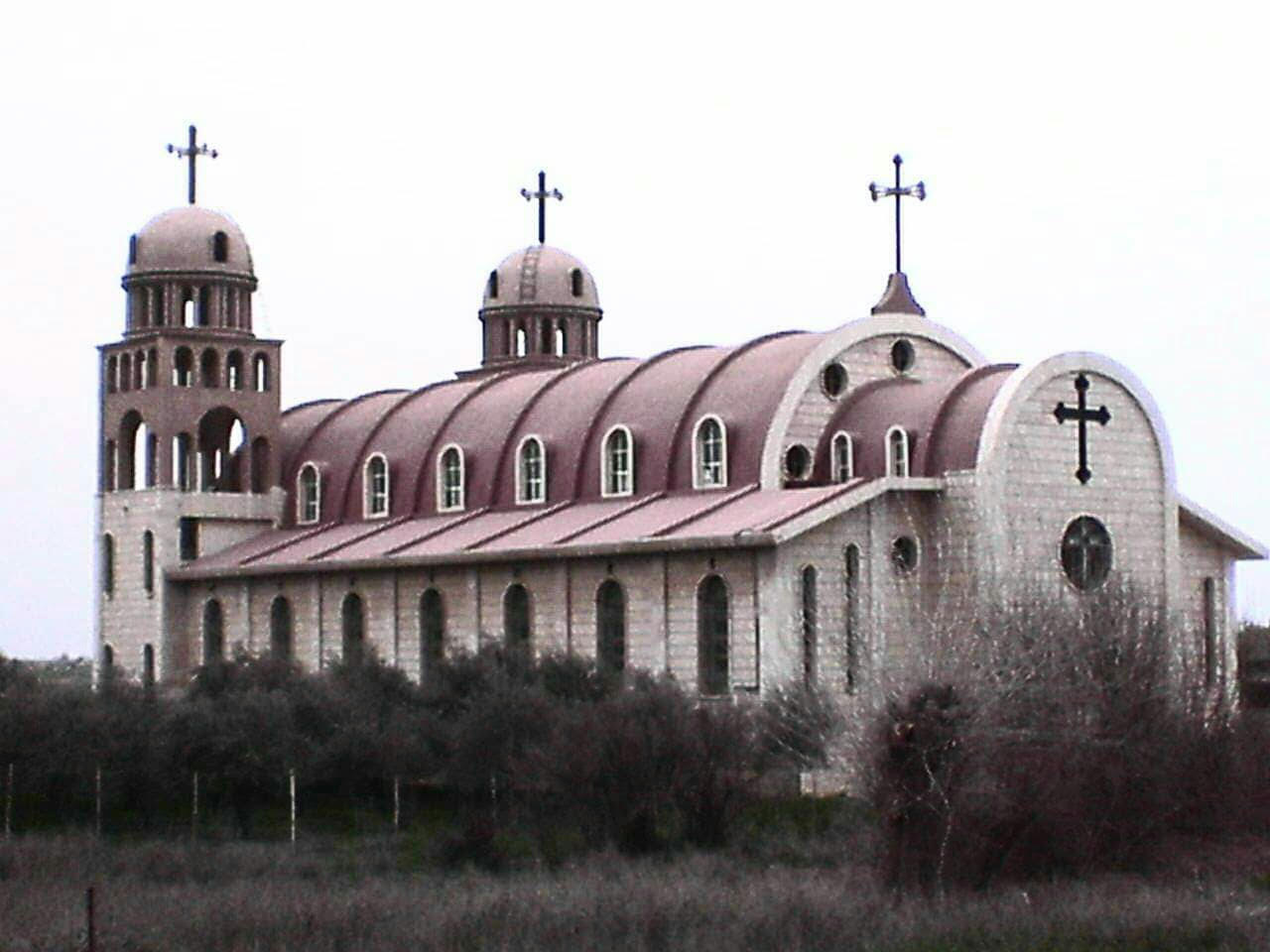
Marienkirche von Tell Nasri

Dürren sowie Konflikte mit arabischen Beduinen und kurdischen Bauern führten bereits in den 1940er Jahren zu Abwanderung und einem zeitweiligen Bevölkerungsrückgang in den Dörfern am Chabur. Fachkräfte und junge Menschen wanderten auch in den folgenden Jahrzehnten zunehmend aus, doch nahm die Bevölkerung bis Anfang des 21. Jahrhunderts trotzdem noch zu. Um das Jahr 2000 lebten in Syrien rund 20.000 Assyrer, davon 15.000 in den Dörfern am Chabur. Auch in mehreren Städten der Umgebung wie al-Hasaka, al-Qamischli und al-Malikiya bildeten in der Mitte des 20. Jahrhunderts Christen die Mehrheit. Dies änderte sich in den 1960er Jahren, als die Großgrundbesitzer – in vielen Fällen Kurden – enteignet und die Ländereien an meist muslimische – zum Zwecke der Arabisierung im Rahmen des „Arabischen Gürtels“ mehrheitlich arabische – Kleinbauern verteilt wurden. In den Städten wie auch im größten christlichen Dorf Tell Tamer wuchs die muslimische Bevölkerung deutlich schneller als die christliche, so dass hier um das Jahr 2000 sunnitische Muslime – Kurden und sesshaft gewordene arabische Beduinen – die Mehrheit bildeten. Anderes als Tell Tamer blieben aber die meisten Dörfer der Chabur-Assyrer ganz oder fast ganz assyrisch. Durch Zuwanderung aus den Chabur-Dörfern und aus al-Qamischli nahm die assyrische Gemeinde in der Stadt al-Hasaka – wenn auch als Minderheit – Ende des 20. Jahrhunderts stark auf etwa 500 assyrische Familien zu, während die Anzahl der Assyrer in al-Qamischli von 200 auf 50 Familien abnahm. Als Zeichen von Wohlstand der Assyrer galt unter anderem die durch finanzielle Unterstützung aus der Diaspora errichtete, weithin sichtbare Marienkirche von Tell Nasri. 
Im Bürgerkrieg in Syrien war ab dem Jahre 2013 die islamistische Terrororganisation Daesch (IS), die Mitte 2013 ar-Raqqa einnahm und zu ihrer Hauptstadt machte, in Nordostsyrien aktiv und auch sehr erfolgreich. Die reguläre Armee Syriens hatte sich inzwischen von hier zurückgezogen. Es bildeten sich Bürgerwehren der Assyrer, die jedoch gegen die schwer bewaffneten und gut finanzierten Islamisten auch im Bündnis mit den kurdischen Volksverteidigungseinheiten (YPG) (als Teil der Demokratischen Kräfte Syriens) zu diesem Zeitpunkt keine Chance hatten. Am 23. Februar 2015 griffen Daesch-Einheiten auf breiter Front von Südwesten aus die assyrischen Dörfer an, besiegten die kurdischen und assyrischen Verteidiger und nahmen das Gebiet bis zum 26. Februar ganz ein. Allein in Tell Hermez (Tell Hormuz) fielen am 23. Februar 2015 elf assyrische Kämpfer der Chabur-Wachen und des Militärrats der Suryoye (Assyrer) im verzweifelten Kampf gegen die überlegenen Dschihadisten. Während mehrere tausend Chabur-Assyrer zunächst nach al-Hasaka und nach al-Qamischli fliehen konnten, wurden über 300 Assyrer zu Geiseln der Terroristen. Diese konnten erhebliche Lösegelder erpressen und ermordeten eine Reihe ihrer Gefangenen, wobei die Hinrichtung von drei Geiseln gefilmt wurde. Andere Entführte werden noch vermisst. Eine wichtige Rolle bei den Verhandlungen zur Freilassung der Geiseln und der Zahlung der dazu nötigen Lösegelder spielte der in al-Hasaka ansässige Bischof der Assyrischen Kirche des Ostens in Syrien, Aprim Athniel, der dieses Amt seit 1999 innehatte. Aprim Athniel stellte in einem Brief an Daesch klar, dass sich die Assyrische Kirche des Ostens keiner bewaffneten Partei des Bürgerkriegs in Syrien verbunden fühle, die christlichen Milizen nicht im Namen der Kirche handelten und Christen keine Beziehung zu einer „Kultur der Waffen“ hätten. Hiermit schlug er ganz andere Töne an als 100 Jahre zuvor Patriarch Mar Benyamin Shimun XXI., der am 1. Mai 1915 dem osmanischen Reich den Krieg erklärt hatte.

Vom Daesch (IS) zerstörte Marienkirche von Tell Nasri

Am 27. Februar 2015 lebte kein einziger Assyrer mehr in den Dörfern am Chabur. In den folgenden Wochen wurden sämtliche Kirchen gesprengt und alle Wohnhäuser der Chabur-Assyrer durch die Islamisten zerstört. Als eines der letzten Gebäude wurde am Ostersonntag, dem 5. April 2015, die Marienkirche von Tell Nasri gesprengt, als kurdische und assyrische Einheiten vergeblich versuchten, den Ort zurückzuerobern. Nur wenige Tage nach der Eroberung des Chabur durch den Daesch trafen erste assyrische Flüchtlinge in Beirut und anderen Städten im Ausland ein. Im Mai 2015 ermöglichten US-amerikanische Luftangriffe den YPG und dem Militärrat der Suryoye (Assyrer), das Gebiet von Tell Tamer zurückzuerobern. Ende Juni 2015 griff der Daesch al-Hasaka an, wo er im Juli 2015 mehrere Stadtteile kontrollierte. Am 1. August 2015 waren die Islamisten auch hier vertrieben, wobei die Demokratischen Kräfte Syriens etwa drei Viertel und die syrische Armee ein Viertel der Stadt einnahmen. Assyrer kämpften dabei sowohl auf Seiten der syrischen Armee als auch in den Reihen der Demokratischen Kräfte Syriens. Zu den letzteren gehören der Militärrat der Suryoye und die Sutoro-Miliz, während zu den Regierungskräften die auch als Gozarto Protection Forces bezeichnete Sootoro-Miliz zählt.
Während viele assyrische Flüchtlinge zunächst in anderen Teilen Syrien unterkamen, sind viele von ihnen ins Ausland gegangen. Auch nach der Vertreibung der Islamisten sind nur sehr wenige Chabur-Assyrer zurückgekehrt, so dass heute ein großer Teil der Dörfer am Chabur menschenleer ist. Nach den mehrmaligen Erfahrungen von Völkermord innerhalb eines Jahrhunderts wird die Bereitschaft der Assyrer, in einer islamischen Umgebung weiter zu leben, als gering eingeschätzt. Ein erheblicher Teil der sunnitischen Muslime unterstützte zudem den Daesch. Eine erhebliche Bedrohung stellt für die Christen im Nordosten Syriens auch die Okkupation von Teilen des Landes durch die Türkische Armee dar, durch die türkische Militäroffensive in Nordsyrien 2019 nun auch in Raʾs al-ʿAin am Fluss Chabur. Auf Grund der Verfolgung durch die türkische Armee und ihre islamistischen Verbündeten äußern Vertreter der Christen die Befürchtung, dass bald keine Christen mehr in der Region leben können.
Tell Tamer ist 2019 mit etwa 400 von ehemals 3000 christlichen Bewohnern das einzige Dorf am Chabur, in dem noch mehr als 100 Christen leben. In diesen Ort, der auch Stützpunkt einer christlichen Fraueneinheit des Militärrats der Suryoye ist, sind laut einem Bericht von Ende 2019 nur assyrische Christen zurückgekehrt, von den anderen Bewohnern – kurdischen und arabischen Muslimen – dagegen niemand. Insgesamt lebten 2018 in den Dörfern am Chabur von ehemals 10.000 assyrischen Christen noch etwa 900, und nur in einer Kirche gab es noch regelmäßige Gottesdienste.

## Dokumentation der Sprache und mündlichen Überlieferung
Der in Midin (Öğündük, Provinz Şırnak) geborene Orientalist Shabo Talay führte im Rahmen seiner 2006 abgeschlossenen Habilitation an der Universität Erlangen-Nürnberg in den 1990er Jahren Feldforschungen am Chabur durch, die er in seiner Habilitationsschrift „Die neuaramäischen Dialekte der Assyrer am Khabur in Nordostsyrien“ auswertete. Zu der Thematik erschienen vom Autor Die neuaramäischen Dialekte der Khabur-Assyrer in Nordostsyrien: Einführung, Phonologie und Morphologie (2008) sowie Neuaramäische Texte in den Dialekten der Khabur-Assyrer in Nordostsyrien (2009).

## Dörfer der Chabur-Assyrer
| Aramäischer Dialekt                                          | Assyrer-Stamm                          | Dorfname Arabisch                      | Dorfname Assyrisch                     | Fluss L/R                              | Assyrische Einwohner 1998              | Einwohner laut Volkszählung 2004 | Assyrer 2010   | Assyrer 2019   |
| ------------------------------------------------------------ | -------------------------------------- | -------------------------------------- | -------------------------------------- | -------------------------------------- | -------------------------------------- | -------------------------------- | -------------- | -------------- |
| Tiyari (verwandt: Chal)                                      |                                        |                                        |                                        |                                        |                                        |                                  |                |                |
| Obere Tiyari                                                 | Tell Tawil                             | Bnerumta                               | L                                      | 273                                    | 669                                    | 250                              | 11             |                |
| Obere Tiyari                                                 | Tell Tamer                             | Tell Tamer                             | L                                      | 3000                                   | 7285                                   | 3000                             | 400            |                |
| Obere Tiyari                                                 | Tell Ahmar                             | Tell Tamer                             | L                                      | 75                                     | k. A.                                  | 40                               | 0              |                |
| Obere Tiyari                                                 | Tell Ashnan                            | Tell Tamer                             | L                                      | 72                                     | k. A.                                  | k. A.                            | k. A.          |                |
| Obere Tiyari                                                 | Tell Nasri                             | Walto                                  | L                                      | 1000                                   | 650                                    | 1000                             | 5              |                |
| Untere Tiyari                                                | Umm Waghfa                             | Sarspido                               | L                                      | 600                                    | k. A.                                  | 600                              | 27             |                |
| Chal                                                         | Tell Bureij                            | Chal                                   | L                                      | 100                                    | 109                                    | 75                               | 5              |                |
| Txuma (verwandt: Arbush, Tal)                                |                                        |                                        |                                        |                                        |                                        |                                  |                |                |
| Txuma                                                        | Tell Hermez                            | Txuma-Gawaya                           | R                                      | 800                                    | 575                                    | 700                              | 0              |                |
| Txuma                                                        | Umm Ghargan                            | Txuma-Gawaya                           | L                                      | 350                                    | 275                                    | 250                              | 30             |                |
| Txuma                                                        | Tell Ruman Tahtani                     | Mazra                                  | L                                      | 35                                     | k. A.                                  | 20                               | 0              |                |
| Txuma                                                        | Tell Wardiat                           | Mazra                                  | L                                      | 25                                     | k. A.                                  | 20                               | 5              |                |
| Txuma                                                        | Tell Shamah                            | Gundekta                               | L                                      | 135                                    | 162                                    | 75                               | 1              |                |
| Txuma                                                        | Tell Sakra                             | Gundekta                               | L                                      | 380                                    | 307                                    | 200                              | 8              |                |
| Txuma                                                        | al-Kharitah                            | Gessa                                  | R                                      | 215                                    | 111                                    | 150                              | 1              |                |
| Txuma                                                        | Tell Makhadah                          | Beregnaye                              | R                                      | 70                                     | 72                                     | 50                               | 1              |                |
| Arbush                                                       | Tell Arbush                            | Arbush                                 | L                                      | 340                                    | 229                                    | 250                              | 0              |                |
| Tal                                                          | Tell Tal                               | Tal                                    | R                                      | 250                                    | 314                                    | 300                              | 16             |                |
| Hakkari                                                      |                                        |                                        |                                        |                                        |                                        |                                  |                |                |
| Baz                                                          | Tell Baz                               | Baz                                    | L                                      | 300                                    | 251                                    | 350                              | 1              |                |
| Baz                                                          | Tell Ruman Foqani                      | Baz                                    | L                                      | 250                                    | 354                                    | 200                              | 13             |                |
| Diz                                                          | Qaber Shamiyah                         | Diz                                    | R                                      | 320                                    | 734                                    | 150                              | 0              |                |
| Diz                                                          | Tell Balouaah                          | Diz                                    | R                                      | 270                                    | 443                                    | 40                               | 2              |                |
| Jilu                                                         | Abu Tinah                              | Jilu                                   | R                                      | 300                                    | 301                                    | 250                              | 0              |                |
| Jilu                                                         | Tell Goran                             | Jilu                                   | R                                      | 180                                    | 150                                    | 30                               | 0              |                |
| Obere Barwar                                                 | Tell Massas                            | Barwar                                 | L                                      | 350                                    | 231                                    | 150                              | 5              |                |
| Gawar                                                        | Tell Maghas                            | Gawar                                  | L                                      | 250                                    | 194                                    | 150                              | 10             |                |
| Gawar                                                        | Tell Jedaya                            | Gawar                                  | L                                      | 150                                    | 301                                    | 75                               | 4              |                |
| Qodchanis                                                    | Tell Hefyan                            | Qodchanis                              | L                                      | 150                                    | 1132                                   | 150                              | 1              |                |
| Qodchanis                                                    | Tell Damshij                           | Qodchanis                              | L                                      | 100                                    | 153                                    | 50                               | 0              |                |
| Timar                                                        | Umm al-Keif                            | Timar                                  | L                                      | 200                                    | 1072                                   | 150                              | 21             |                |
| Sara                                                         | Tell Talaah                            | Sara                                   | R                                      | 300                                    | 800                                    | 100                              | 0              |                |
| Sara                                                         | Tell Najma                             | Sara                                   | L                                      | 10                                     | k. A.                                  | k. A.                            | k. A.          |                |
| Shammesdin                                                   |                                        |                                        |                                        |                                        |                                        |                                  |                |                |
| Bne-Shammesdin                                               | Tell Fuweidat                          | Nochiya                                | L                                      | 400                                    | k. A.                                  | 350                              | 14             |                |
| Bne-Shammesdin                                               | Tell Jazira                            | Eiel                                   | L                                      | 220                                    | 190                                    | 200                              | 0              |                |
| Bne-Shammesdin                                               | Tell Shamiram                          | Marbisho                               | R                                      | 375                                    | 811                                    | 350                              | 2              |                |
| äußere Dialekte                                              |                                        |                                        |                                        |                                        |                                        |                                  |                |                |
| Halmun                                                       | Tell Jemaah                            | Halmun                                 | L                                      | 3000                                   | 1260                                   | 3000                             | 50             |                |
| Liwan                                                        | Tell Kifji                             | Liwan                                  | L                                      | 450                                    | k. A.                                  | 200                              | 15             |                |
| Zum Vergleich: Assyrer in umliegenden Städten                |                                        |                                        |                                        |                                        |                                        |                                  |                |                |
| Stadt                                                        | Stadt                                  | Stadt                                  | Stadt                                  | Stadt                                  | Stadt                                  | Einwohner laut Volkszählung 2004 | Assyrer 2010   | Assyrer 2019   |
| ath-Thaura (at-Tabqa)                                        | ath-Thaura (at-Tabqa)                  | ath-Thaura (at-Tabqa)                  | ath-Thaura (at-Tabqa)                  | ath-Thaura (at-Tabqa)                  | ath-Thaura (at-Tabqa)                  | 69.425                           | 600            | 0              |
| al-Hasaka                                                    | al-Hasaka                              | al-Hasaka                              | al-Hasaka                              | al-Hasaka                              | al-Hasaka                              | 188.160                          | 5000           | 300            |
| al-Qamischli                                                 | al-Qamischli                           | al-Qamischli                           | al-Qamischli                           | al-Qamischli                           | al-Qamischli                           | 184.231                          | 700            | 40             |
| Zum Vergleich: Muslime in den Assyrer-Dörfern                |                                        |                                        |                                        |                                        |                                        |                                  |                |                |
| Gruppe, Ortschaft                                            | Gruppe, Ortschaft                      | Gruppe, Ortschaft                      | Gruppe, Ortschaft                      | Gruppe, Ortschaft                      | Gruppe, Ortschaft                      | Einwohner laut Volkszählung 2004 | in Gruppe 2010 | in Gruppe 2019 |
| Muslime in Tell Tamer                                        | Muslime in Tell Tamer                  | Muslime in Tell Tamer                  | Muslime in Tell Tamer                  | Muslime in Tell Tamer                  | Muslime in Tell Tamer                  | 7285                             | Mehrheit       | 0              |
| Zum Vergleich: andere Christen in al-Hasaka und al-Qamischli |                                        |                                        |                                        |                                        |                                        |                                  |                |                |
| Gruppe, Ortschaft                                            | Gruppe, Ortschaft                      | Gruppe, Ortschaft                      | Gruppe, Ortschaft                      | Gruppe, Ortschaft                      | Gruppe, Ortschaft                      | Einwohner laut Volkszählung 2004 | in Gruppe 2010 | in Gruppe 2019 |
| Armenisch-Apostolische in al-Hasaka                          | Armenisch-Apostolische in al-Hasaka    | Armenisch-Apostolische in al-Hasaka    | Armenisch-Apostolische in al-Hasaka    | Armenisch-Apostolische in al-Hasaka    | Armenisch-Apostolische in al-Hasaka    | 188.160                          | 750            | 550            |
| Armenisch-Katholische in al-Hasaka                           | Armenisch-Katholische in al-Hasaka     | Armenisch-Katholische in al-Hasaka     | Armenisch-Katholische in al-Hasaka     | Armenisch-Katholische in al-Hasaka     | Armenisch-Katholische in al-Hasaka     | 188.160                          | 1325           | 1250           |
| Chaldäisch-Katholische in al-Hasaka                          | Chaldäisch-Katholische in al-Hasaka    | Chaldäisch-Katholische in al-Hasaka    | Chaldäisch-Katholische in al-Hasaka    | Chaldäisch-Katholische in al-Hasaka    | Chaldäisch-Katholische in al-Hasaka    | 188.160                          | 1250           | 450            |
| Syrisch-Katholische in al-Hasaka                             | Syrisch-Katholische in al-Hasaka       | Syrisch-Katholische in al-Hasaka       | Syrisch-Katholische in al-Hasaka       | Syrisch-Katholische in al-Hasaka       | Syrisch-Katholische in al-Hasaka       | 188.160                          | 1000           | 600            |
| Armenisch-Apostolische in al-Qamischli                       | Armenisch-Apostolische in al-Qamischli | Armenisch-Apostolische in al-Qamischli | Armenisch-Apostolische in al-Qamischli | Armenisch-Apostolische in al-Qamischli | Armenisch-Apostolische in al-Qamischli | 184.231                          | 5000           | 2000           |
| Armenisch-Katholische in al-Qamischli                        | Armenisch-Katholische in al-Qamischli  | Armenisch-Katholische in al-Qamischli  | Armenisch-Katholische in al-Qamischli  | Armenisch-Katholische in al-Qamischli  | Armenisch-Katholische in al-Qamischli  | 184.231                          | 1250           | 500            |
| Chaldäisch-Katholische in al-Qamischli                       | Chaldäisch-Katholische in al-Qamischli | Chaldäisch-Katholische in al-Qamischli | Chaldäisch-Katholische in al-Qamischli | Chaldäisch-Katholische in al-Qamischli | Chaldäisch-Katholische in al-Qamischli | 184.231                          | 750            | 1250           |
| Syrisch-Katholische in al-Qamischli                          | Syrisch-Katholische in al-Qamischli    | Syrisch-Katholische in al-Qamischli    | Syrisch-Katholische in al-Qamischli    | Syrisch-Katholische in al-Qamischli    | Syrisch-Katholische in al-Qamischli    | 184.231                          | 800            | 630            |
| Armenisch-Apostolische in al-Malikiya                        | Armenisch-Apostolische in al-Malikiya  | Armenisch-Apostolische in al-Malikiya  | Armenisch-Apostolische in al-Malikiya  | Armenisch-Apostolische in al-Malikiya  | Armenisch-Apostolische in al-Malikiya  | 26.311                           | 350            | 200            |
| Chaldäisch-Katholische in al-Malikiya                        | Chaldäisch-Katholische in al-Malikiya  | Chaldäisch-Katholische in al-Malikiya  | Chaldäisch-Katholische in al-Malikiya  | Chaldäisch-Katholische in al-Malikiya  | Chaldäisch-Katholische in al-Malikiya  | 26.311                           | 1500           | 800            |